# 슬로우쥰
슬로우쥰(Slow 6)는 대한민국의 포크 록 싱어송라이터이다. 본명은 주현철이다.

## 발매 앨범
- Grand A.M.(정규 1집)
- Reverse(정규 2집)
- Somewhere(정규 3집)

## 참여 앨범
- 걸코 끝나지 않을 우리들의 이야기
- Ten Years After : Pastel Music 10th Anniversary

## 서적
- 《조금씩 가까이 너에게(파스텔뮤직 에세이북)》. 북클라우드. 2012년 10월 10일. ISBN 978-89-93357-88-2.